# Lancia Aprilia
Lancia Aprilia är en personbil, tillverkad av den italienska biltillverkaren Lancia mellan 1937 och 1949.
Aprilian blev Vincenzo Lancias sista bil, innan han avled 1937. Tanken bakom bilen var densamma som för Lambdan, femton år tidigare: att med vare låg vikt och god väghållning kunna hålla jämn fart med betydligt större och starkare konkurrenter.
Aprilia byggde vidare på tekniken från Augusta. Den hade en fyrdörrars självbärande kaross, utan B-stolpe mellan dörrarna. För att hålla nere luftmotståndet hade formen testats i vindtunnel. Även motorn hämtades från Augusta. Bilen hade Lancias typiska teleskoprörsfjädring fram och pendelaxel bak, avfjädrad med en tvärliggande bladfjäder.
Lancia sålde ett separat chassi med 10 cm längre hjulbas, för fristående karossmakare som Pininfarina att bygga på. 
Lancia räknade inte årsmodeller, utan bilen tillverkades i serier varefter olika förbättringar infördes:
- Första serien, tillverkad mellan 1937 och 1939 i 14 704 exemplar.
- Andra serien, tillverkad mellan 1939 och 1949 i 12 933 exemplar. Ny, större motor införs.

Före krigsutbrottet byggdes cirka 700 bilar i Frankrike.

## Motor
Motorn i Aprilian var en utveckling av Augusta-motorn. Cylindrarna var gjutna i samma block med ett gemensamt cylinderhuvud. I centrum av cylinderhuvudet fanns en enkel kamaxel som styrde alla ventiler via vipparmar. Första motorn hade 17° vinkel mellan cylindrarna, andra motorn 18°.
| Modell | Motor              | Cylindervolym | Effekt | Bränslesystem   |
| ------ | ------------------ | ------------- | ------ | --------------- |
| S.1    | 4-cyl V-motor SOHC | 1352 cm³      | 48 hk  | Enkel förgasare |
| S.2    | 4-cyl V-motor SOHC | 1487 cm³      | 48 hk  | Enkel förgasare |